# Canaliculus tympanicus inferior

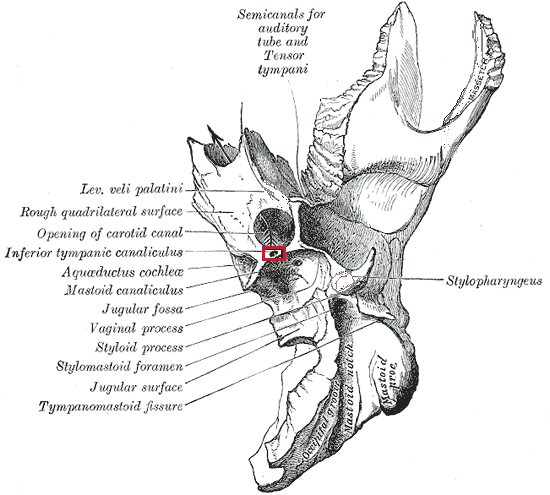
A bal halánték csont (az apró piros téglalap jelöli az apró járatot)

A fossa jugularis és a canalis caroticus közötti vékony csontos lemezen található a canaliculus tympanicus inferior (ez egy apró járat). Itt megy keresztül a nervus glossopharyngeus dobüregi ága, a nervus tympanicus. Az ideg a dobüreg medialis falán fonatot alkot, majd a canalis nervi petrosi minorisban haladva felfelé előrefelé kilép a dobüregből vissza a koponyaüregbe, és nervus petrosus minor néven a sulcus nervi petrosi minorban fut a foramen lacerumhoz. A canalis nervi petrosi minorist felfoghatjuk a canalis tympanicus felső szakaszaként is.